# Liste du soleil
 (novembre 2023).
La mise en forme du texte ne suit pas les recommandations de Wikipédia : il faut le « wikifier ».
Les points d'amélioration suivants sont les cas les plus fréquents. Le détail des points à revoir est peut-être précisé sur la page de discussion.
- Les titres sont pré-formatés par le logiciel. Ils ne sont ni en capitales, ni en gras.
- Le texte ne doit pas être écrit en capitales (les noms de famille non plus), ni en gras, ni en italique, ni en « petit »…
- Le gras n'est utilisé que pour surligner le titre de l'article dans l'introduction, une seule fois.
- L'italique est rarement utilisé : mots en langue étrangère, titres d'œuvres, noms de bateaux, etc.
- Les citations ne sont pas en italique mais en corps de texte normal. Elles sont entourées par des guillemets français : « et ».
- Les listes à puces sont à éviter, des paragraphes rédigés étant largement préférés. Les tableaux sont à réserver à la présentation de données structurées (résultats, etc.).
- Les appels de note de bas de page (petits chiffres en exposant, introduits par l'outil «  Source ») sont à placer entre la fin de phrase et le point final[comme ça].
- Les liens internes (vers d'autres articles de Wikipédia) sont à choisir avec parcimonie. Créez des liens vers des articles approfondissant le sujet. Les termes génériques sans rapport avec le sujet sont à éviter, ainsi que les répétitions de liens vers un même terme.
- Les liens externes sont à placer uniquement dans une section « Liens externes », à la fin de l'article. Ces liens sont à choisir avec parcimonie suivant les règles définies. Si un lien sert de source à l'article, son insertion dans le texte est à faire par les notes de bas de page.
- La présentation des références doit suivre les conventions bibliographiques. Il est recommandé d'utiliser les modèles {{Ouvrage}}, {{Chapitre}}, {{Article}}, {{Lien web}} et/ou {{Bibliographie}}. Le mode d'édition visuel peut mettre en forme automatiquement les références.
- Insérer une infobox (cadre d'informations à droite) n'est pas obligatoire pour parachever la mise en page.

Pour une aide détaillée, merci de consulter Aide:Wikification.
Si vous pensez que ces points ont été résolus, vous pouvez retirer ce bandeau et améliorer la mise en forme d'un autre article.
 (janvier 2025).
Une sunshine list est une listage des salaires, avantages, et indemnités de départ. Son nom familier fait référence à l'objectif d'éclairer les dépenses publiques. Au Canada, la liste est généralement utilisée, par exemple, par les gouvernements provinciaux ou municipaux pour identifier toute personne employée dans le secteur public qui gagne 100 000 $ ou plus. Le but de la liste est d’assurer la responsabilité et la transparence. Par exemple, la province de l'Ontario exige que « les organismes qui reçoivent des fonds publics de la province de l’Ontario rendent public, au 31 mars de chaque année, les noms, postes, salaires et total des avantages imposables des employés ont été de 100 000 $ ou plus au cours de l’année civile précédente. ».
L'Alberta a commencé à publier une Sunshine List en 2014, à la suite de l'élection d'Alison Redford en 2012. La présentation de la liste fait suite à un débat public sur l'indemnité de départ accordée à l'ancien chef de cabinet de Redford. En Alberta, la politique s'applique aux sous-ministres, aux hauts fonctionnaires, au personnel politique nommé en vertu du Executive Assistant Order et aux employés définis en vertu de la Public Service Act qui travaillent pour les cabinets des ministres et des ministres associés et qui gagnent un salaire de base annuel d'au moins 100 000 $. Le gouvernement a commencé à divulguer les salaires de base, les montants des avantages et indemnités de départ, ainsi que les détails des contrats et des accords de résiliation à compter du 31 janvier 2014. Les informations doit être mises en ligne deux fois par an au plus tard le 30 juin (salaires et indemnités) et le 31 décembre (licences au cours du second semestre) et incluaient tout le personnel employé au 23 avril 2012. Depuis 2022, les employés des organismes du secteur public ont des salaires supérieurs à 141 183 $, selon l'indice de l'Alberta en fonction de l'inflation.

## Nouvelle-Écosse
Le gouvernement d'Halifax publie chaque année une Sunshine List depuis 2016.

## Ontario
L'Ontario a introduit la Sunshine List en 1996 sous le gouvernement de Mike Harris.

## Les usages
Bien qu'elles soient conçues comme un outil de responsabilisation, les listes ont été utilisées à d'autres objets. Le magazine Maclean's, par exemple, a utilisé cette liste pour examiner l'équité en matière d'emploi dans le milieu universitaire.

## Défaut
En 2011, Chris Mazza, président et chef de la direction d' Ornge, a réussi à rester en dehors de la liste soleil tout en gagnant 1,4 million de dollars par an dans un scandale controversé.

## Critiques
Un souci de la Sunshine List est son manque d’anonymat. L'inclusion de noms complets peut constituer un danger à la vie privée. Une autre critique concerne son manque d'indexation à l'inflation. Les listes de soleil locales continuent de s'allonger chaque année,.